# نايجل مككولوك
نايجل مككولوك (بالإنجليزية: Nigel McCulloch)‏ هو سياسي بريطاني، ولد في 17 يناير 1942 في المملكة المتحدة.

## مناصب
- انتخب Bishop of Manchester [الإنجليزية]‏ (2002 – 2013).
- انتخب Bishop of Wakefield [الإنجليزية]‏ (1992 – 2003).
- انتخب Bishop of Taunton ‏ (1986 – 1992).
- انتخب Archdeacon of Sarum [الإنجليزية]‏ (1979 – 1986).